# Il bestiario di Dino Buzzati
Il «Bestiario» di Dino Buzzati è una raccolta postuma che accoglie i racconti e articoli dedicati dallo scrittore Dino Buzzati agli animali, pubblicati perlopiù sul Corriere della Sera tra il 1933 e il 1971. Pubblicata nel 2015 dall'editore Mondadori, a cura di Lorenzo Viganò, la collezione di testi buzzatiani è uscita in due volumi contenuti in cofanetto: il primo, col titolo Cani, gatti e altri animali, è dedicato ai cani, ai gatti e agli animali in generale, il secondo volume, L'alfabeto dello zoo, a tutte le altre specie ordinate dalla A alla Z. Il libro è una riedizione completamente rivista e aggiornata del Bestiario, la prima antologia di scritti sul mondo animale di Buzzati, pubblicata anch'essa postuma, nel 1991, e curata da Claudio Marabini. Nell'edizione del 2015, il numero dei testi è quasi raddoppiato, presentando un ricco apparato di commento.
Buzzati nutrì sempre interesse verso il mondo degli animali; soprattutto negli ultimi decenni della sua vita, maturò un profondo senso di rispetto verso tutte le specie viventi, occupandosi spesso di questioni spinose come la violenza verso gli animali e la crudeltà di certi esperimenti scientifici.

## La collezione di testi
Sono di seguito elencati i titoli dei pezzi compresi nell'ultima e più completa edizione de Il «Bestiario» di Dino Buzzati, quella del 2015.

## La copertina
I due volumi dell'edizione raffigurano in copertina due dipinti dello stesso Buzzati: Cagnone a San Pellegrino (1969) e La signora gatta (1970).

## Edizioni
- Bestiario, a cura di Claudio Marabini, Collana Scrittori italiani, Milano, Arnoldo Mondadori Editore, ottobre 1991, ISBN 88-04-3-5267-1. - Collana Oscar scrittori del Novecento, Mondadori, 2002, ISBN 88-04-5-0349-1.
- Il «Bestiario» di Dino Buzzati, a cura di Lorenzo Viganò, Collana Oscar scrittori moderni, Milano, Mondadori, 2015, ISBN 978-88-046-5190-1.